# Graafschap Vlaanderen (9e - 11e eeuw)
De politiek-territoriale ontwikkeling van de 9e tot de 11e eeuw van het graafschap Vlaanderen is vooral een zaak geweest van de opeenvolgende Vlaamse graven. Zij hebben zowel de interne consolidatie als de externe expansie van het graafschap tot stand gebracht. Het moderne Vlaanderen heeft zijn naam ontleend aan dit historische graafschap.

## Etymologievan het woordVlamingenVlaanderen
Het woord Vlaming is afgeleid van het Germaanse woord flauma wat vloed betekent. Wie in een gebied woonde dat onderhevig was aan overstromingen was een flaumung. De Romeinen noemden ze Flandrensis en de gouw Flandria. De stap naar Vlaming en Vlaanderen is dan nog klein.

## De graven van Vlaanderen vanaf de 9e tot de 11e eeuw

### Boudewijn I (864-879)

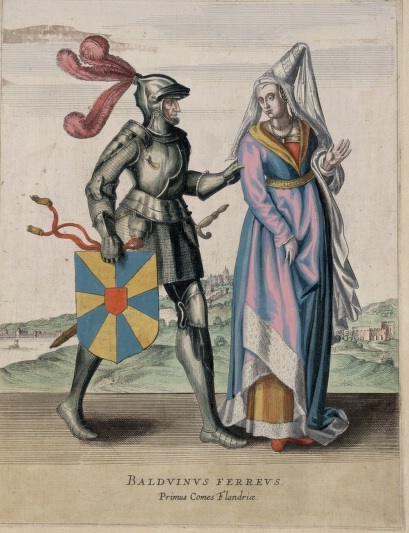
Boudewijn I afgebeeld in de Flandria illustrata uit 1641.

Boudewijn I wordt als de eerste graaf van Vlaanderen beschouwd. Hij kwam vermoedelijk uit de streek van Laon en was de zoon van een zekere Audacer. Boudewijn heeft niets te maken met de forestiers van Vlaanderen, ontsproten aan de fantasie van overijverige middeleeuwse schrijvers.
Boudewijn kreeg de bijnaam “met de IJzeren Arm” door de schaking in 861 van Judith, de dochter van koning Karel de Kale van West-Francië. Judith, achterkleindochter van Karel de Grote, was door haar vader opgesloten in een toren te Soissons, in afwachting van een gouden kans op de huwelijksmarkt. Met de hulp van kroonprins Lodewijk kon ze ontsnappen in de armen van Boudewijn. De koning was helemaal niet zinnens zijn dochter uit te huwelijken aan de eerste de beste avonturier, nadat ze al tweemaal een Engelse koning tot echtgenoot had gehad. Hij liet zijn bisschoppen de ban uitspreken over het koppel. Boudewijn en Judith vluchtten over de Alpen en zochten hun toevlucht bij paus Nicolaas I. Die koos dan de zijde van de geliefden en trachtte de koning te overhalen. Boudewijn dreigde er zelfs mee zich met de Noormannen te verbinden. Uiteindelijk ging Karel de Kale overstag. Eind 863 werd het huwelijk tussen Boudewijn en Judith gesloten.
Als gevolg van zijn huwelijk met een Karolingische prinses, werd Boudewijn beleend met enkele publieke functies. Hij kreeg in 864 de gouwen Flandrensis (rond Brugge), Waas, Kortrijk en bezat wellicht ook de gouw Gent, zodat dit een aangesloten geheel vormde. Na 866 verkreeg hij ook de Ternaasgouw (Ternois) met daarin gelegen de stad Terwaan. Hij werd in 879 begraven in de Sint-Bertijnsabdij te Sint-Omaars, die ook in deze gouw lag. Deze abdij zou later voor nog een aantal graven van Vlaanderen de laatste rustplaats worden. Tijdens de Franse Revolutie werden die graftomben vernield.
Men beschouwt Boudewijn I als de laatste koninklijke ambtenaar binnen zijn familie. Zijn erfgenamen zouden een veel zelfstandiger koers kunnen varen, omdat het koninklijke gezag in Parijs danig verzwakte, onder meer door de invallen van de Noormannen.
De dood van Boudewijn I in 879 viel wellicht niet toevallig samen met nieuwe invallen van de Noormannen in deze streek. Pas in de zomer van 883 vielen ze de noordelijke pagus Flandrensis binnen om dan voor de winter het land te verlaten.

### Boudewijn II (879-918)

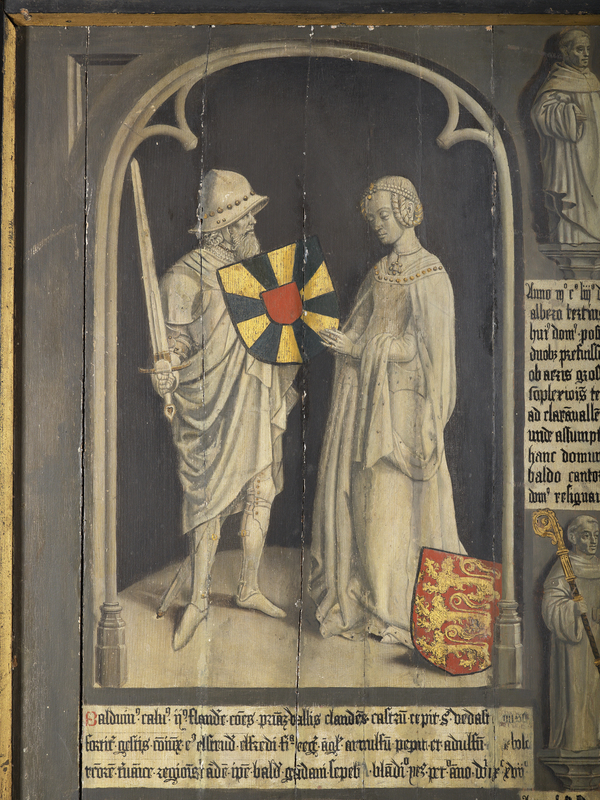
15e-eeuwse afbeelding van Boudewijn II van Vlaanderen en Ælfthryth van Wessex.

Boudewijn II, zoon van Boudewijn I, is blijkbaar als gevolg van de Noormanneninval naar de noordelijker gelegen pagus Flandrensis gevlucht. Dit werd zijn nieuwe machtsbasis. Wellicht hield Boudewijn II zich met zijn familie schuil in de vesting van Brugge. Hij zou de echte stichter van het graafschap Vlaanderen worden. Het hele gebied was verlaten; ook de ambtenaren en soldaten van de koning waren vertrokken. Voor koning Karloman van Frankrijk was het onmogelijk om het vlakke en door vele rivieren doorkruiste Vlaanderen te verdedigen tegen de Noormannen. Hij schoof de grens van zijn rijk achteruit tot aan de Artesische heuvels, richtte er een mark op en gaf die in leen aan zijn verwant, abt Rudolf, die zo de Ternaasgouw (Ternois) en de abdijen Sint-Bertijns en Sint-Vaast in zijn bezit kreeg.
Na het vertrek van de Noormannen kon Boudewijn II het noordelijke gebied zonder slag of stoot tot het zijne verklaren en zo werd hij heerser van een vorstendom dat van de Noordzee tot aan de heuvels van Artesië reikte. Zo ontstond, in 883 of kort daarop, het zelfstandige graafschap Vlaanderen. Boudewijns optreden werd niet alleen vergemakkelijkt door het machtsvacuüm in het gebied als gevolg van de Noormanneninvallen, maar ook door de ineenstorting van de macht van de Franse koning. Boudewijn maakte zich niet alleen meester van enkele gouwen die eertijds aan zijn vader toebehoorden, namelijk Waas, Gent en Kortrijk, hij breidde dit ook uit met de noordelijker gelegen gouwen Vlaanderen, Rodenburg en Mempiscus en de vijf pagi tussen Leie en Schelde.
In 892 stierf abt-graaf Rudolf. Hierdoor kon Boudewijn II de hand leggen op de Ternaasgouw met de abdij van Sint-Bertijns en op de stad Atrecht met de abdij van Sint-Vaast. Nog in hetzelfde jaar maakte hij zich ook meester van de gouwen Vermandois, Bonen (Boulogne) en Artesië (Artois). De koning, Odo I van Frankrijk, kon dit niet laten gebeuren en er kwam oorlog van. In 897 kwamen de beide mannen tot een akkoord. Boudewijn II deed afstand van Vermandois, maar behield Bonen en Artesië. Boudewijn II deed in 899 echter opnieuw een poging om Sint-Kwintens (Saint-Quentin), de hoofdstad van Vermandois, te veroveren. Maar de koning rukte met zijn leger binnen en sloeg het beleg voor Atrecht, dat spoedig in zijn handen viel. Hierdoor verloor Boudewijn II de hele gouw Artesië met de rijke Sint-Vaastabdij.
Boudewijn zag na deze rampzalige oorlog tegen koning Karel III in dat verder strijden niet veel zin meer had en hij is zich meer gaan toeleggen op de interne bevestiging van zijn macht in zijn graafschap. Hij beschikte bovendien over een reusachtig domein dat hij verworven had door zich na de aftocht van de Noormannen de grondeigendommen van de Kerk, de koning en misschien ook van grootgrondbezitters toe te eigenen. Bovendien had hij als vorst het recht op de woeste en braakliggende gronden. Om zijn land beter te kunnen verdedigen tegen volgende invallen van Noormannen, heeft hij reeds vanaf 884 een aantal vestingen laten optrekken langs de kustlijn, namelijk te Oostburg, Aardenburg, Brugge, Oudenburg, Gistel, Veurne, Broekburg en Sint-Winoksbergen, maar ook binnenlands, onder andere in Gent en Kortrijk. Boudewijn II stierf in 918.

### Arnulf I (918-965)

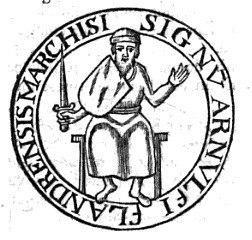
Zegel van Arnulf I uit 941. Het omschrift leest: "SIGN̄V ARNVLFI FLANDRENSIS MARCHISI" ("Zegel van Arnulf Vlaanderens Markgraaf").

Na het overlijden van Boudewijn II werd zijn vorstendom verdeeld onder zijn twee zonen. Arnulf kreeg de gebieden waarover zijn vader vrijwel onmiddellijk regeerde, namelijk de streek tussen de Noordzee, de Schelde en de Artesische heuvels. Vanaf dan werd de naam Vlaanderen voor dit hele gebied gebruikt. Tot het erfdeel van de jongere zoon Adalolf behoorden de later veroverde gebieden, dit zijn de gouwen Bonen en Ternaas. Wellicht behield Arnulf als oudste zoon een soort soevereiniteit over de gebieden van zijn broer. Ondanks al zijn inspanningen heeft Boudewijn II geen gaaf vorstendom kunnen nalaten. Vlaanderen zou pas zijn natuurlijke grenzen bereiken met het bezit van de gouwen Artesië (Artois), Ponthieu en Oosterbant (Ostrevent). Artesië zou dan een sterke bareel zijn tegen de invallen uit het zuiden, terwijl de hoofdplaats van Ponthieu, Montreuil, de enige oversteekplaats was over de rivier de Kwinte (Canche), de zuidgrens van Vlaanderen. Ten slotte zou met het bezit van Oosterbant de Schelde overal bereikt worden.
In de verwarring ontstaan door de strijd om de oppermacht in Frankrijk, kon Arnulf I in 931 de hand leggen op Mortagne, de tweede vesting van Oosterbant. Het jaar daarop, in 932, stierf de gouwgraaf van Artesië, Adelelm, en daarvan maakte Arnulf gebruik om diens hele gouw met de Sint-Vaastabdij in te palmen. Iets later viel ook de hoofdstad van Oosterbant, Dowaai, samen met de rest van de gouw in handen van Arnulf. In 933 overleed zijn broer Adalolf en daarop maakte Arnulf zich meester van diens bezit, namelijk de gouwen Bonen en Ternaas. Hierdoor ontzegde hij wel de zonen van Adalolf hun erfdeel.
In 936 kon de Karolinger, Lodewijk IV van Overzee, bezit nemen van de troon in Frankrijk. Hij moest hiervoor vanuit Engeland via Bonen naar zijn nieuw koninkrijk reizen. Deze eerste ontmoeting schijnt de aanzet te zijn geweest voor een lange vriendschap tussen graaf Arnulf en Lodewijk. Het is in die tijd dat Arnulf de titel van markgraaf aanneemt; waarschijnlijk werd hij door de koning met deze waardigheid vereerd. Enige tijd later braken er conflicten uit met graafschap Normandië en graaf en vikingkoning Willem I van Normandië. De stad Montreuil werd heen en weer veroverd, maar zonder definitief resultaat voor de Vlamingen. De stad was zo belangrijk omdat het de enige oversteekplaats was voor een leger over de Kwinte; uitgestrekte moerassen maakten dit verderop onmogelijk. Montreuil was dus de sleutel van de zuidgrens van Vlaanderen en van de noordgrens van Normandië. Pas in 947 verkreeg Arnulf deze stad door een schenking van de machtigste edelman van Frankrijk hertog Hugo die hoopte hiermee de steun van de graaf voor zich te winnen. Dit lukte evenwel niet, integendeel toen er een opstand losbrak tegen Hugo, kon Arnulf Amiens op hem veroveren.
In de jaren 954-961 stond Arnulf I op het hoogtepunt van zijn regering. Hij had Vlaanderen tot aan de Somme uitgebreid en er heerste rust in het land. De enkele moeilijkheden die zich voordeden, liet hij aan zijn zoon Boudewijn over, die hij graaf schijnt gemaakt te hebben van de zuidelijke gouwen van Vlaanderen. Deze laatste wordt meestal aangeduid onder de benaming Boudewijn III, maar hij is nooit graaf van Vlaanderen geweest, hoogstens medegraaf onder Arnulf I. Boudewijn III sterft namelijk in 962 en laat enkel een minderjarige zoon, Arnulf, achter. De zonen van Adalolf, de overleden broer van Arnulf I, grepen hun kans om het erfdeel van hun vader op te eisen en kwamen in opstand. Graaf Arnulf I begreep dadelijk dat zijn verwanten zijn kleinzoon zouden behandelen zoals hij met zijn neven had gedaan. Hij zag zijn levenswerk verloren gaan, wanhopig liet hij een van hen om het leven brengen in de hoop de ander schrik aan te jagen. Maar integendeel, deze ging nu nog feller te keer. Daarom zocht hij zijn toevlucht tot een laatste redmiddel om althans een deel van zijn vorstendom voor zijn kleinzoon te bewaren.
Hij ging naar zijn opperleenheer, de Franse koning Lotharius van Frankrijk en ze kwamen tot een akkoord. Wanneer Arnulf stierf, zou Lotharius al diens veroverde gebieden krijgen, namelijk Amiens, Ponthieu, Artesië en Oosterbant. In ruil daarvoor zou Lotharius voogd worden van de jonge Arnulf tijdens diens minderjarigheid en ervoor zorgen dat Arnulf erkend zou worden als graaf in de rest van Vlaanderen. Tevens moest ook Boudewijn Baldzo, wellicht een zoon van Arnulf I’s oom Rudolf, waken over de kleine Arnulf. De overgebleven zoon van Adalolf, ook een Arnulf, zou het erfdeel krijgen van zijn vader, namelijk de gouwen Bonen en Ternaas. De oude graaf Arnulf I overleed in 965.

### Arnulf II (965-988)

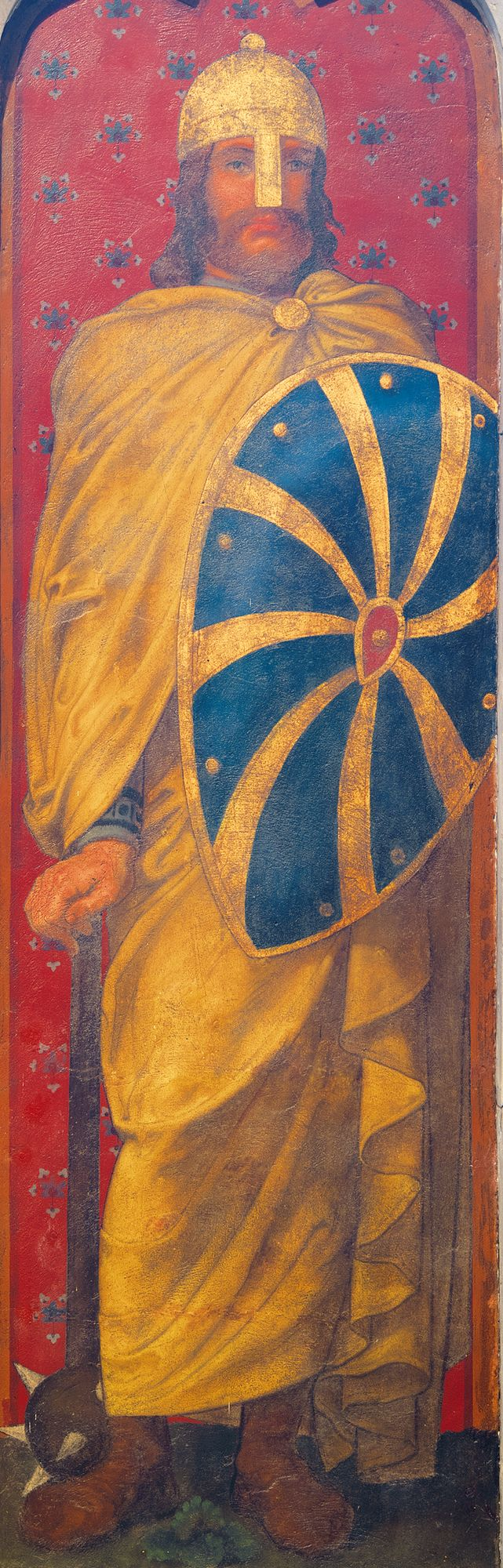
Arnulf II, zoals afgebeeld in de Kortrijkse Gravenkapel (onderdeel van de Onze-Lieve-Vrouwekerk).

Zoals Arnulf I voorzien had, volgde na zijn dood een totale ineenstorting van het grafelijk gezag. Lotharius hield zich nog aan het akkoord, deed Arnulf II als graaf erkennen en eigende zich de zuidelijke gebieden van Vlaanderen toe. Edellieden beschouwden echter hun lenen als hun eigendom en usurpeerden de grafelijke rechten. Arnulf II’s zogezegde beschermer, Boudewijn Baldzo, maakte zich meester van een eigen graafschap, Kortrijk. Dirk II van Holland, graaf van West-Friesland en aangetrouwde oom van Arnulf II, werd graaf van Gent en Waas. Arnulf, de zoon van Adalolf, nam wat hem van rechtswege toekwam en werd graaf van Bonen en Ternaas.
Arnulf II stelde zich tevreden met wat er van zijn graafschap overbleef, de streek tussen de Leie en de zee, en met zijn theoretisch leenheerlijk gezag over de graafschappen die Dirk van West-Friesland en Arnulf van Bonen hadden verkregen. Vroeger al had een groep Vikingen zich onder leiding van Siegfried van Denemarken, hoewel deze figuur ook legendarisch kan zijn, gevestigd in het Boonse aan de Noordzeekust. Wellicht trouwde hij met een dochter van Arnulf I en hun zoon Adolf verkreeg van Arnulf II de titel van graaf van Gizene (Guînes). Na de dood van Arnulf van Bonen werd diens graafschap verdeeld onder zijn twee zonen, de ene kreeg Bonen, de andere Ternaas. Verderop in Vlaanderen werd Boudewijn Baldzo in het grootste gedeelte van het graafschap Kortrijk opgevolgd door Eilbodo, terwijl het noordelijke gebied wellicht gevoegd werd bij het vorstendom van de graaf van West-Friesland.
Arnulf II was een zwak vorst en toen hij stierf in 988, zag de toekomst er niet rooskleurig uit voor zijn geslacht. Niet alleen was Vlaanderen sterk ineengekrompen, bovendien kwam opnieuw een minderjarige graaf op de troon, ditmaal Boudewijn IV.

### Boudewijn IV (988-1035)
Het geslacht der Baldwinen zou zich echter herpakken. Ze kregen hierbij zelfs een steuntje in de rug van de overmoedige Capetingers. Hugo Capet had zich wel meester kunnen maken van de Franse kroon, rijk was hij echter niet. Wat hij nodig had, was een groot vorstendom dat de luister van zijn dynastie zou verhogen. Hij liet zijn oog vallen op Vlaanderen en regelde een huwelijk tussen zijn jonge zoon Robrecht met Suzanna, de weduwe van Arnulf II. Zolang Boudewijn IV minderjarig bleef, zou Robrecht er het grafelijk gezag uitoefenen en het graafschap misschien wel kunnen behouden. Hugo was tot zware offers bereid en liet Artesië, Oosterbant en Ponthieu voor Suzanna vastleggen. Maar het draaide anders uit. Reeds na enkele jaren werd de rijpe, bijna oude Suzanna verstoten door de jonge en lichtzinnige Robrecht. De Franse koning weigerde echter de beloofde gebieden aan Suzanna te geven. De Vlamingen lieten het hier niet bij en er kwam oorlog van. Uiteindelijk werd deze beslecht met een akkoord waarbij Artesië en Oosterbant definitief aan Vlaanderen werden gegeven, terwijl Ponthieu met Montreuil aan de kroon bleef.
Boudewijn IV was inmiddels volwassen en vastbesloten het weggekwijnde grafelijk gezag in Vlaanderen te herstellen. Hij beroofde Eilbodo van Kortrijk van diens onwettige gezag en toen Arnulf, graaf van West-Friesland, in 993 sneuvelde en alleen een jonge zoon naliet, kon Boudewijn de graafschappen Gent en Waas terug onder zijn rechtstreeks gezag plaatsen. Dat gebeurde niet met de zuidelijke graafschappen, waarvoor hij zich tevreden stelde met de erkenning van zijn leenheerschappij. Het Graafschap Ternaas was verder uiteengevallen, het noordelijke deel met de steden Ariën (Aire) en Sint-Omaars keerde terug naar het graafschap Vlaanderen, het zuidelijke deel bleef zelfstandig onder de naam Graafschap Saint-Pol (Graafschap Sint-Pols), maar verloor later nog het zuiden van zijn grondgebied, dat het graafschap Hesdin (Graafschap Heusden) werd. De Vlaamse graaf was dus leenman van de Franse koning voor het markgraafschap Vlaanderen en op zijn beurt leenheer van de graven van Bonen, Gizene, Sint-Pols en later nog Hesdin.
Ook intern wilde Boudewijn IV zijn gezag versterken. Om een steviger greep krijgen op zijn eigen binnenland begon hij in 993 met de reorganisatie van de Vlaamse gewesten. Het graafschap Vlaanderen werd namelijk ingedeeld in vrij grote gewestelijke eenheden, kasselrijen of burggraafschappen genaamd. Elk burggraafschap was als het ware gericht op een centrale grafelijke burcht. De oudste waren Brugge, Gent, Doornik en Sint-Omaars. De onderliggende gouwen bleven zichtbaar, sommigen werden echter afgeschaft, zoals de Mepsegouw, terwijl andere hun eigenheid hebben weten te bewaren, zoals het Land van Waas en het Land van Pévèle (met Pevelenberg). Grootste vernieuwing was dat de bruggraaf wel zijn ambt in leen hield, maar niet meer de grafelijke burcht en het territorium. De edelen die hij opriep en leidde, bleven krijgers van de graaf. Hij was echter geen beroepsambtenaar die zoals de baljuw later zomaar door de graaf verplaatst of afgezet kon worden. Met de instelling van burggraafschappen legde Boudewijn IV een steviger fundering onder het grafelijk gezag. Toen dit gerealiseerd was, kon hij zich gaan concentreren op territoriale expansie.
In het zuiden had het Normandische blok zich nog uitgebreid en werd het slechts door Ponthieu van Vlaanderen gescheiden. Verdere expansie van Vlaanderen naar het zuiden was dus niet meer mogelijk. Boudewijn IV richtte zijn blik naar het oosten, naar het hertogdom Neder-Lotharingen, waar de keizerlijke macht aan het verzwakken was. Daar probeerden de voornaamste graven hun gebied uit te breiden ten koste van de bisschoppen en de keizer. Er was echter één hinderpaal voor Vlaanderen. Om een inval vanuit het westen te verhinderen, hadden de keizers een aantal marken opgericht op de rechteroever van de Schelde. Dit waren van zuid naar noord, de mark Valencijn, de mark Ename en de mark Antwerpen. Indien Boudewijn IV wilde slagen in zijn uitbreidingspolitiek, zou hij eerst deze keizerlijke burchtenlinie moeten breken. Om echter een inval vanuit Lotharingen in Vlaanderen te verhinderen, organiseerde of voltooide hij ook een gordel van burchten langs de Schelde, namelijk in Gent, Oudenaarde en Doornik.
Boudewijn IV begon met de meest zuidelijke vesting Valencijn. Rond 1002 was hij al in een oorlog verwikkeld met Arnulf, de keizerlijke markgraaf in de streek van Valencijn. In 1006 kon Boudewijn zich meester maken van Valencijn. Een belegering door een brede coalitie tussen de Duitse keizer, Keizer Hendrik II de Heilige, de koning van Frankrijk, Robert II, en de hertog van Normandië, Richard II van Normandië, kon hem niet op de knieën krijgen, maar een verwoestende inval in Vlaanderen door Duitse troepen, kon dat wel. Boudewijn moest Valencijn terug afstaan. In 1012 maakte hij echter gebruik van de dood van graaf Arnulf van Valencijn om de stad opnieuw te bezetten. Keizer Hendrik II kon de steun van de Vlaamse graaf wel gebruiken tegen een opstand van Lotharingse edelen en hoopte deze dan ook te verkrijgen door Boudewijn niet alleen te erkennen als graaf van Valencijn, maar hem ook nog Walcheren met de bijbehorende Zeeuwse eilanden en de latere Vier Ambachten te schenken. Boudewijn IV had vaste voet gekregen aan de rechteroever van de Schelde en bovendien was hij nu zowel vazal van de Franse koning (voor Kroon-Vlaanderen) als van de Duitse keizer (voor Rijks-Vlaanderen).
Rond 1019 is hij weer in oorlog met de Franse koning, Robert II. Om zijn Lotharingse politiek te kunnen verderzetten, besefte Boudewijn dat hij vrede moest zien te sluiten met de koning van Frankrijk. Ze kwamen tot het akkoord dat Boudewijns zoon, de latere Boudewijn V, zou huwen met Adela, de jongste dochter van de koning. Zij werd voortaan aan het Vlaamse hof opgevoed. Deze verbintenis tussen het koninklijk huis en de grafelijke dynastie van Vlaanderen zou honderd jaar bijna ononderbroken vrede tussen Vlaanderen en Frankrijk tot gevolg hebben. Maar de latere Boudewijn V voelde zich nu zo verheven dat hij niet langer wilde wachten op zijn vaders dood om hem te kunnen opvolgen. Met een deel van de adel achter zich, kwam hij in opstand. Boudewijn IV moest zelfs zijn toevlucht zoeken bij de hertog van Normandië, Robert de Duivel. Hij wist met de hulp van de Normandiër zijn zoon op de knieën te krijgen en uiteindelijk verzoenden vader en zoon zich terug met elkaar. Boudewijn IV kon zich nu richten op Ename. In 1033 namen de Vlamingen de burcht van Ename in en staken die in brand.
De graaf, die in 1035 stierf, haalde dus niet alleen het grafelijk gezag uit de crisis, maar slaagde er ook nog in het graafschap Vlaanderen uit te breiden. Hij putte zich niet uit in wanhopige pogingen om Ponthieu te herwinnen, maar stelde zich tevreden met Artesië, waarmee Vlaanderen zijn historische en aardrijkskundige grenzen bereikte. Uitbreiding zag Boudewijn wel mogelijk in oostelijke richting en met Walcheren en de andere eilanden van Zeeland Bewestenschelde, de Vier Ambachten, Ename en Valencijn had hij de ijzeren ring, die Vlaanderens expansie moest beletten, doen springen.

### Boudewijn V (1035-1067)
Boudewijn V maakte het werk van zijn vader in het land tussen Schelde en Dender af. De Vlamingen konden zich in 1040 vanuit Ename ook meester maken van de hele mark Ename. Bovendien verkreeg Boudewijn van de Duitse keizer, Keizer Hendrik III, voor zijn zoon ook nog het markgraafschap Antwerpen. Hiermee leek Vlaanderen wel volledig uit zijn voegen te zijn gebarsten, maar het was een vergiftigd geschenk. De keizer hoopte met zijn daad Boudewijns steun te verwerven in zijn oorlog tegen zijn opstandige vazal Godfried, hertog van Opper-Lotharingen en diens bondgenoot de Franse koning, Hendrik I van Frankrijk. Toch schaarde Boudewijn zich uit louter politiek belang bij de vijanden van de keizer. Maar de Franse koning en de Duitse keizer verzoenden zich met elkaar. De Engelse en Deense koningen (Eduard de Belijder en Sven II van Denemarken) organiseerden een blokkade van de Vlaamse kust en een keizerlijke militaire overmacht dwong Boudewijn tot onderwerping (1049-1050). Boudewijn verloor het markgraafschap Antwerpen en bovendien behield hij alleen het noordelijke deel van de mark Ename, terwijl Valencijn en het zuiden van de mark Ename onder graafschap Henegouwen kwamen.
Maar Boudewijn V gaf niet op. In mei 1050 overleed graaf Herman van Henegouwen en diens weduwe Richilde nam het beheer over. Boudewijn kon een huwelijk forceren tussen haar en zijn zoon, de latere Boudewijn VI, zonder dat de vereiste keizerlijke instemming was gevraagd. Een strafexpeditie tegen Vlaanderen haalde niets uit en uiteindelijk kregen Richilde en de jonge Boudewijn, Boudewijn I voor de Henegouwers, in 1056 de keizerlijke investituur van Henegouwen. De rechten van de kinderen van Herman van Henegouwen werden hiermee aan de kant geschoven.
Boudewijn V kon bovendien ook voor zijn andere kinderen succesvolle huwelijken sluiten. Robrecht huwde in 1063 met Geertrui, weduwe van de graaf van Holland, Floris I van Holland waardoor hij in dat graafschap het bewind kon voeren in naam van zijn nog onmondige stiefkinderen. Mathilde trouwde, waarschijnlijk in 1053, met Willem de Veroveraar, hertog van Normandië, die in 1066 bezit kon nemen van Engeland. Mathilde werd in mei 1068 te Westminster gekroond en gezalfd tot koningin van Engeland.
De Vlaamse graaf zette ook de gewestelijke reorganisatiepolitiek van zijn vader verder ten gunste van de interne consolidering van de grafelijke macht. Het aantal burggraafschappen werd nog uitgebreid door een aantal ondergeschikte ressorten of ambachten los te maken uit een ouder burggraafschap. Boudewijn V kondigde in 1042-1043 samen met de bisschop van Terwaan, Drogo van Terwaan, een godsbestand af in zijn land, dit betekende dat op er niet mocht gevochten worden op bepaalde dagen. Zo zorgde de graaf voor de pacificatie van zijn land en verwierf hij zo bovendien het alleenrecht op oorlogvoering.

### Boudewijn VI (1067-1070)
Boudewijn V stierf in 1067 en werd opgevolgd door zijn oudste zoon Boudewijn VI. Om de vrede te bewaren na zijn overlijden, had Boudewijn V voor zijn jongere zoon Robrecht de Fries, een zeer ambitieus figuur, een vorstendom buiten Vlaanderen gezocht. Hij werd, zoals reeds vermeld, uitgehuwd aan de weduwe van de graafschap Holland. Bovendien moest Robrecht dadelijk na zijn huwelijk afstand doen van al zijn rechten op de opvolging in Vlaanderen.
Met Boudewijn VI kwam een personele unie tot stand tussen het graafschap Vlaanderen en het graafschap Henegouwen, wellicht hoopte hij op termijn ook een structurele eenheid te kunnen verwezenlijken zodat hij over een nog machtiger bolwerk zou regeren tussen Frankrijk en het Duitse rijk. Maar die plannen werden echter doorkruist door zijn vroegtijdig overlijden in 1070. Hij had slechts drie jaar geregeerd over Vlaanderen; zijn nog heel jonge zoon Arnulf III zou het er nog slechter vanaf brengen.

### Arnulf III (1070-1071)
Nu rook Robrecht de Fries zijn kans. Hij had een aanzienlijke machtspositie opgebouwd in het noorden en wilde maar al te graag het belangrijke graafschap Vlaanderen verwerven. Hij moedigde een opstand aan tegen Arnulf III en diens moeder Richilde. Robrecht slaagde erin een aantal steden en een belangrijk deel van de Vlaamse ridderschap, vooral uit het noordelijke, Dietstalige gebied van het graafschap, voor zich te winnen en hij viel Vlaanderen binnen. Vlaanderen kende zijn eerste grote burgeroorlog. Arnulf III kreeg de steun van een grote coalitie tegen Robrecht, bestaande uit zijn leenheer, de Franse koning, Filips I van Frankrijk, zijn oom Willem de Veroveraar (echter slechts tien Normandische ridders), de graaf van Leuven, Hendrik II van Leuven, en de overwegend Romaanstalige heren uit het zuiden. Arnulf werd echter verslagen in de slag bij Kassel op 22 februari 1071 en verloor er het leven. Robrecht werd in Vlaanderen als graaf erkend, terwijl Richilde en haar tweede zoon Boudewijn genoegen moesten nemen met het graafschap Henegouwen. Nauwelijks een maand na de nederlaag trok Richilde met een gezamenlijk Henegouws en Frans leger opnieuw ten strijde tegen Robrecht de Fries. Sint-Omaars werd geplunderd en platgebrand. Robrecht onderhandelde via de door hem gevangengenomen Eustaas I van Boulogne met zijn broer Godfried, bisschop van Parijs en kanselier van Filips I. Godfried onderhandelde een vredesakkoord. Filips I gaf geen verdere steun geen gaf aan Richilde, Robrecht huwelijkt zijn stiefdochter Bertha van Holland uit aan Filips en Godfried verkreeg de vrijlating van Eustaas.